# 貝爾站 (加利福尼亞州)
貝爾站（英語：Bell Station）是位於美國加利福尼亞州聖塔克拉拉縣的一個非建制地區。該地的面積和人口皆未知。

## 地理
貝爾站的座標為37°02′11″N 121°18′39″W / 37.03639°N 121.31083°W，而該地的平均海拔高度為43米（即141英尺）。